# 세계 당구 연맹

세계 당구 연맹(世界撞球聯盟, 영어: World Confederation of Billiards Sports, WCBS)은 당구 종목을 총괄하는 국제 스포츠 행정 기구이다. 한 종목을 대표하는 단체는 단일 조직이어야 한다는 국제 올림픽 위원회의 조건을 충족시키기 위해, 국제 스누커 당구 연맹, 세계 캐롬 당구 연맹, 세계 포켓볼 당구 협회가 연합하여 발족했다.

## 참고 문헌
- “세계 당구 연맹”. 국제 협회 연합.
- “세계 당구 연맹”. 국제 경기 연맹 총연합회.

## 같이 보기
- 당구
- 국제 스누커 당구 연맹
- 세계 캐롬 당구 연맹
- 세계 포켓볼 당구 협회